# Vincenzo Di Marzo
Pour les articles homonymes, voir Marzo.
Vincenzo Di Marzo est un biochimiste, chercheur et professeur italien né en 1960. Il est directeur de l'Institut de chimie biomoléculaire du Conseil national de la recherche en Italie, et coordonnateur du Groupe de recherche endocannabinoïde dans la région de Naples. Il est également titulaire de la chaire d’excellence en recherche du Canada sur l’axe microbiome-endocannabinoïdome dans la santé métabolique à l'Université Laval à Québec.